# 沖電開発
沖電開発株式会社（おきでんかいはつ）は、沖縄電力関連子会社の不動産会社。沖縄電力の保有する不動産の総合管理を事業の中核とし、土地建物の売買・仲介、民間建設工事、リフォーム工事、賃貸アパート事業、サンゴ養殖事業等を行っている。

## 沿革
- 1989年4月 - 沖縄電力株式会社の全額出資（資本金5,000万円）で沖電不動産管理株式会社設立。発電・送電・変電設備の用地取得業務及び既設設備の賃借料支払等管理業務を開始
- 1990年2月 - 当社社屋（現 沖縄エネテックビル）新築
- 1993年6月 - 沖電開発株式会社に商号変更／会社ロゴマークの刷新
- 1996年9月 - おきでん牧港ビル竣工・本社移転
- 1998年
  - 8月 - オール電化賃貸共同住宅「ドミール大北」竣工
  - 10月 - 送電線路用地、変電所用地などの調査・測量業務を開始
- 2000年10月 - リフォーム事業開始
- 2001年12月 - ISO9001:2000認証取得（全部門）
- 2002年
  - 5月 - 清掃業務の直営化開始
  - 11月 - 補償コンサルタント業務を開始
- 2003年
  - 4月 - 常駐警備業務の直営化開始
  - 7月 - オール電化賃貸共同住宅「ドミール宮城」竣工
  - 8月 - 配電柱敷地使用料支払業務を開始
  - 10月 - 沖縄県内初のプロポーザル提案リースバック物件「那覇市消防本部庁舎」竣工
- 2005年4月 - 米軍工事へ参入
- 2009年
  - 5月 - 水産養殖業務開始
  - 10月 - 会社ロゴマークの刷新
- 2014年12月 - 宜野湾営業所開設